# CUATM
Классификатор административно-территориальных единиц Республики Молдова (рум. Clasificatorul unităților administrativ-teritoriale al Republicii Moldova; CUATM) — классификатор, предназначенный к использованию при автоматизированной обработке информации в различных сферах деятельности в разрезе административно-территориальных единиц. Входит в состав Единой системы классификации и кодирования технико-экономической и социальной информации Республики Молдова.

## Нормативные документы
Классификатор административно-территориальных единиц Республики Молдова (CUATM) разработан Департаментом статистики и социологии Республики Молдова в соответствии с законом об административно-территориальном устройстве Республики Молдова № 764-XV от 27 декабря 2001 года, законом об административно-территориальном управлении № 123-XV от 18 марта 2003 года.
Утверждён и введён в действие Постановлением «Молдовастандарт» № 1398 ST от 3 сентября 2003 года. В последующем изменялся и дополнялся приказами № 133 от 14 декабря 2007 года, № 15 от 26 января 2008 года, № 60 от 27 мая 2008 года, № 109 от 28 декабря 2011 года, № 100 от 21 октября 2013 года, № 44 от 11 мая 2016 года, № 24 от 10 апреля 2017 года.
Классификатор введён взамен ранее действующего классификатора административно-территориальных единиц Республики Молдова, утвержденного постановлением Департамента «Молдовастандарт» № 679-ST от 24.12.1999 года.

## Область применения
Классификатор CUATM предназначен для использования при обработке статистических отчетов и анкет, бухгалтерской и другой отчетности и обеспечения информационной совместимости при решении задач автоматизированной системы управления.

## Классифицируемые объекты
Объектами классификации в CUATM являются административно-территориальные единицы Республики Молдова.
Каждая позиция классификатора включает:
- статистический код;
- код статуса населенного пункта;
- единый идентификационный код населенного пункта;
- наименование административно-территориальной единицы;
- наименование населенных пунктов, входящих в состав административно-территориальной единицы.

## Статистический код
Статистический код административно-территориальных единиц представляет собой семизначный цифровой код, присвоенный по серийно-порядковой системе кодирования.
Первые два знака — код района, муниципия Кишинёв, АТО Гагаузия, Административно-Территориальные Единицы Левобережья Днестра (АТЕЛД).
Следующие три знака — код города (муниципия), код сектора муниципия, код села (коммуны).
Последние два знака — код населенных пунктов, входящих в состав городов (муниципиев) и сёл (коммун).

## Статус населённого пункта
2 — район, административно-территориальная единица второго уровня;

3 — город;

4 — сектор муниципия;

5 — муниципий;

6 — населенный пункт в составе города (муниципия);

8 — село (коммуна);

9 — населенный пункт в составе села (коммуны).